# ویرجیل مرادرسکو
ویرجیل مرادرسکو (انگلیسی: Virgil Mărdărescu; ۱۵ ژوئیهٔ ۱۹۲۱ – ۱۱ ژوئن ۲۰۰۳) بازیکن فوتبال اهل رومانی بود.
وی در سال ۱۹۷۶ تیم ملی فوتبال مراکش را به مقام قهرمانی جام ملت‌های آفریقا رساند.
از باشگاه‌هایی که در آن بازی کرده‌است می‌توان به باشگاه فوتبال پترولول پلویشت اشاره کرد.